# イノキン
イノキン（1980年2月21日 - ）は、日本のシンガーソングライター。活動当時は代官山プロダクションおよび傘下のレコード会社・DAIPRO-Xに所属。岡山県出身。血液型B型。身長177センチ、体重60数キロ（かつて存在していた公式サイトより）。花粉症持ち。

## 略歴
- 1998年
  - 高校卒業後、ミュージシャンを目指し岡山県から上京。しかし、音楽活動を全くせずにアルバイト先を転々とするだけの生活が続いていた。
- 2002年
  - 楽屋前での出待ちがきっかけで嘉門達夫と知り合い、彼から「あったらコワイコンビニエンス」という曲の作詞を一任される。
- 2003年
  - 初の音楽CDを自主制作。
- 2004年
  - 自身のホームページを開設。当時は個人サイトだったが、代官山プロダクションへの所属後はDAIPRO-X公式サイト内へ移転。
- 2005年
  - 代官山プロダクションの経営者・新田一郎と知り合い、同プロダクションに所属。DAIPRO-Xから謎の覆面DJイノキンとしてデビュー。
  - 5月21日 - マキシシングル「UZAI」、アルバム「イノキン」を同時リリース。
  - 8月24日 - ミニアルバム「並ください 〜Chapter2〜」をリリース。
- 2006年
  - 2月22日 - マキシシングル「アキバッチ／涙の再会、並ください」、アルバム「イノキング」を同時リリース。
  - 6月21日 - マキシシングル「田舎魂 〜西日本バージョン〜」をリリース。
  - 7月26日 - 出演番組『嘉門達夫のナリキン投稿天国』の関連マキシシングル「恋のチャルメラ ププッピ ドゥー!」にゲスト参加。
  - 9月21日 - マキシシングル「並ください★つゆだくで」をリリース。ラップ担当は12代目いいとも青年隊のジョン・オコーナー。
  - 12月20日 - アルバム「イノキンBEST!」をリリース。

## 出演

### テレビ番組
- 嘉門達夫のナリキン投稿天国（インターネットテレビ・GyaO、#1 - #24）
- イノキンのひかり荘（インターネットテレビ・ひかり荘）

### ラジオ番組
- イノキンの聴けば分かるさ（インターネットラジオ・OTONaMazu）
- イノキンのちょっと聴いてよ! （インターネットラジオ・どこでもUSEN → オリコンスタイル）